# Phoeniculus castaneiceps
Phoeniculus castaneiceps е вид птица от семейство Phoeniculidae.

## Разпространение
Видът е разпространен в Гана, Гвинея, Камерун, Република Конго, Демократична република Конго, Кот д'Ивоар, Либерия, Нигерия, Руанда, Танзания, Уганда и Централноафриканската република.